# بيب بايي
بيب بايي (بالفرنسية: Pape Paye)‏ هو لاعب كرة قدم سنغالي وفرنسي في مركز ظهير ‏، ولد في 31 مايو 1990 في ليون في فرنسا. لعب مع إي أس نانسي وبورغ أون بريس بيروناس ونادي ديجون ونادي سانت إتيان ونادي سوشو ونادي لوريان.

## وصلات خارجية
- بيب بايي على موقع قاعدة بيانات كرة القدم.إي يو (الإنجليزية)
- بيب بايي على موقع Soccerway.com (الإنجليزية)
- بيب بايي على موقع AS.com (الإسبانية)